# 仲間川

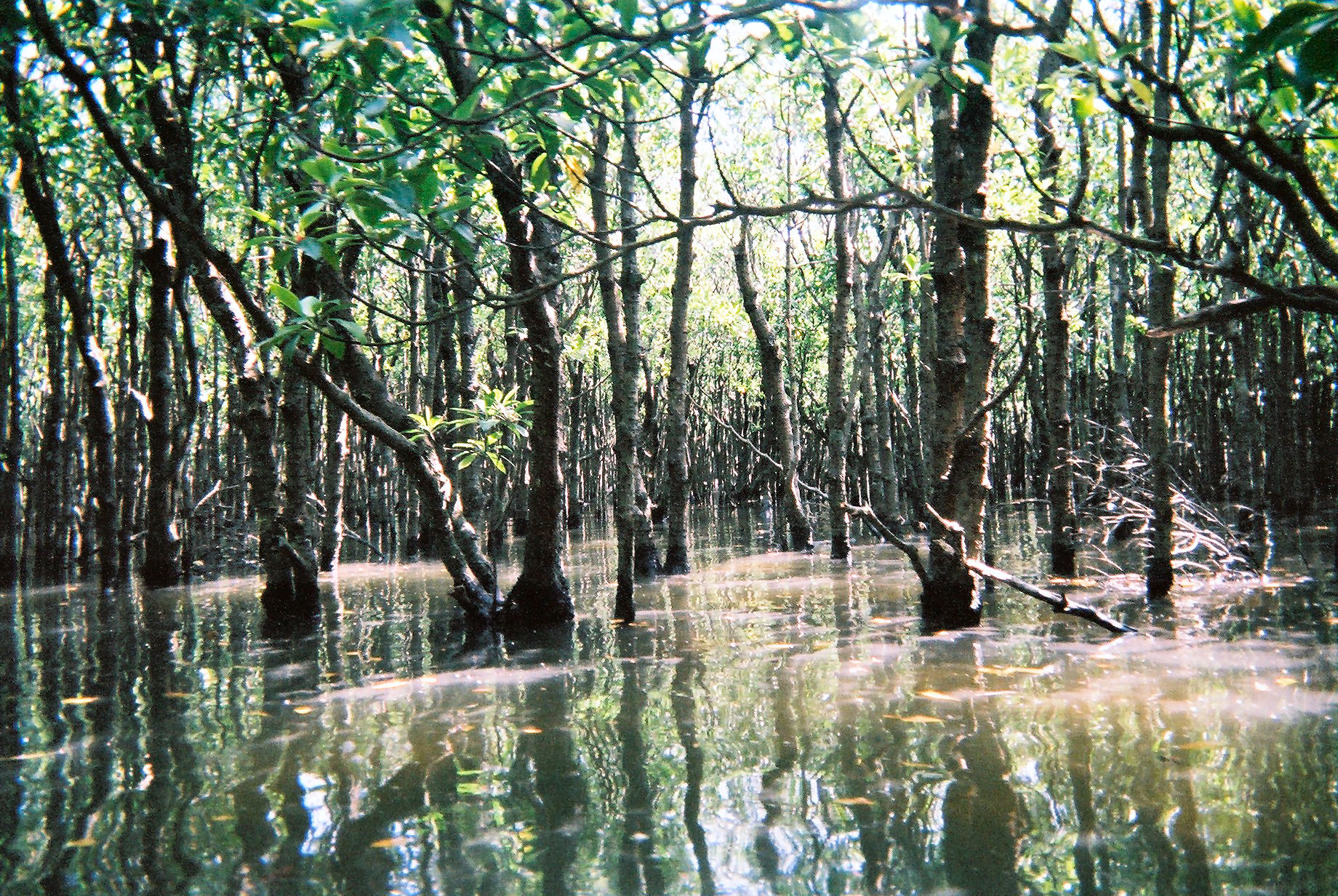
マングローブ林

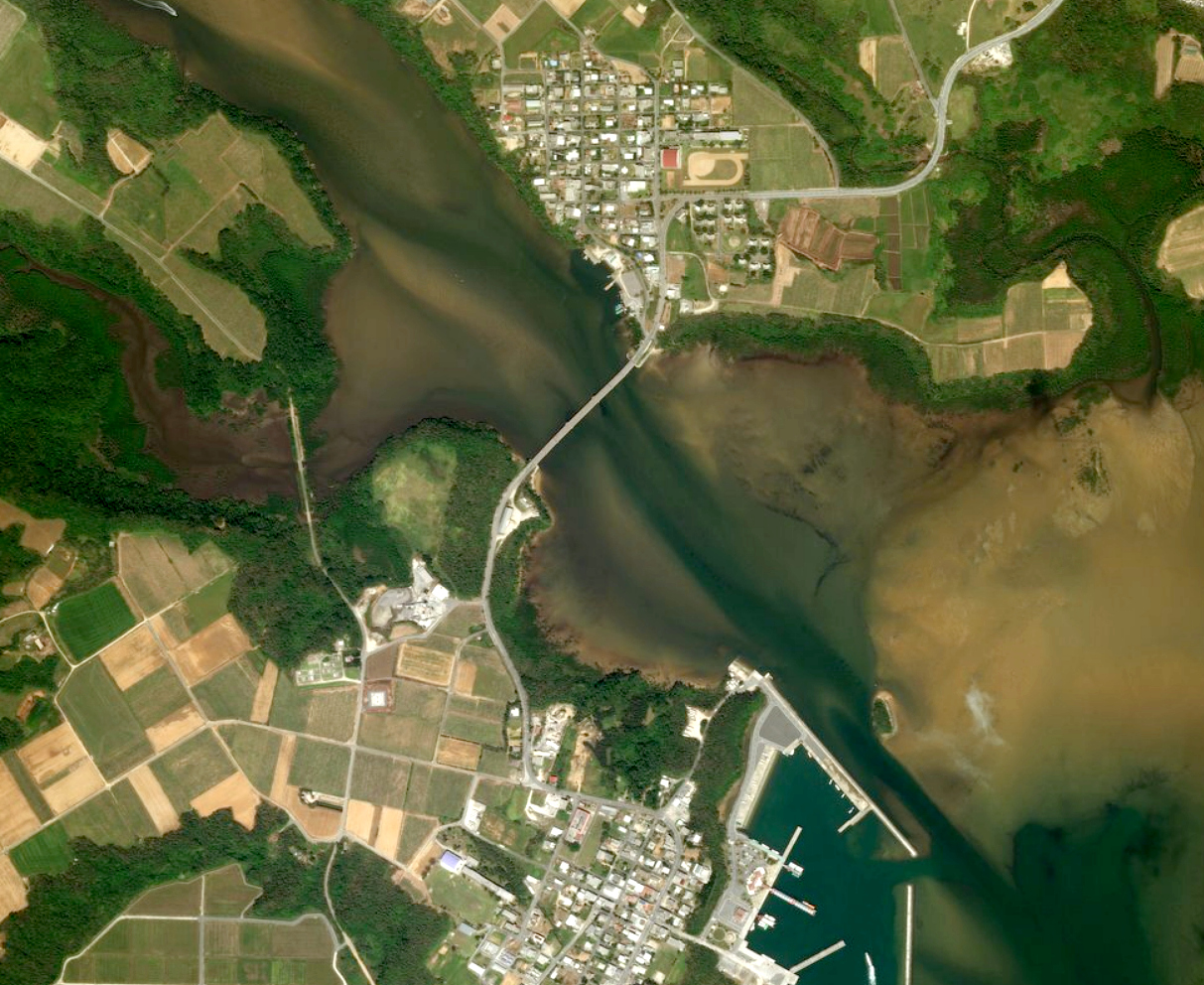
河口の衛星写真

仲間川（なかまがわ）は、沖縄県の西表島を流れる二級河川である。流域は西表石垣国立公園に含まれる。

## 地理
同島南部の南風岸岳付近を源流とし、しばらく北流した後、海岸に並行して東へ流れ、島東部の仲間港（通称大原港）に注ぐ。全流路のうち、河口側半分ほどは勾配が緩やかで、蛇行しながら流れている。下流から河口部にかけては三角江が形成され、河口付近では川幅が200mを越えるところもある。
河口には、1952年（昭和27年）の入植により形成された左岸の大富、1938年（昭和13年）と1941年（昭和16年）の新城島からの集団移住により形成された右岸の大原の2つの開拓移民の集落がある。また、河口右岸には仲間港（大原港）がある。
両集落を結ぶ仲間橋は、1956年（昭和31年）にアメリカ陸軍によって鉄骨造の仮橋が架けられ、1968年（昭和43年）にコンクリート橋となったもので、現在の一部コンクリートの鋼製橋は1991年（平成3年）の竣工である。

## 河川名の由来
かつて河口にあった仲間村からきていると考えられている。方言ではナカマガーラという。1884年（明治17年）頃に西表島を調査した田代安定は、この川の名称を「浦田川、別名、前川」と記録している。新城島からの移住者は、この川をナーメカラまたはナハメカーラと呼び、上流の渓流域をヤーラヌカンと呼んだ。

## 自然

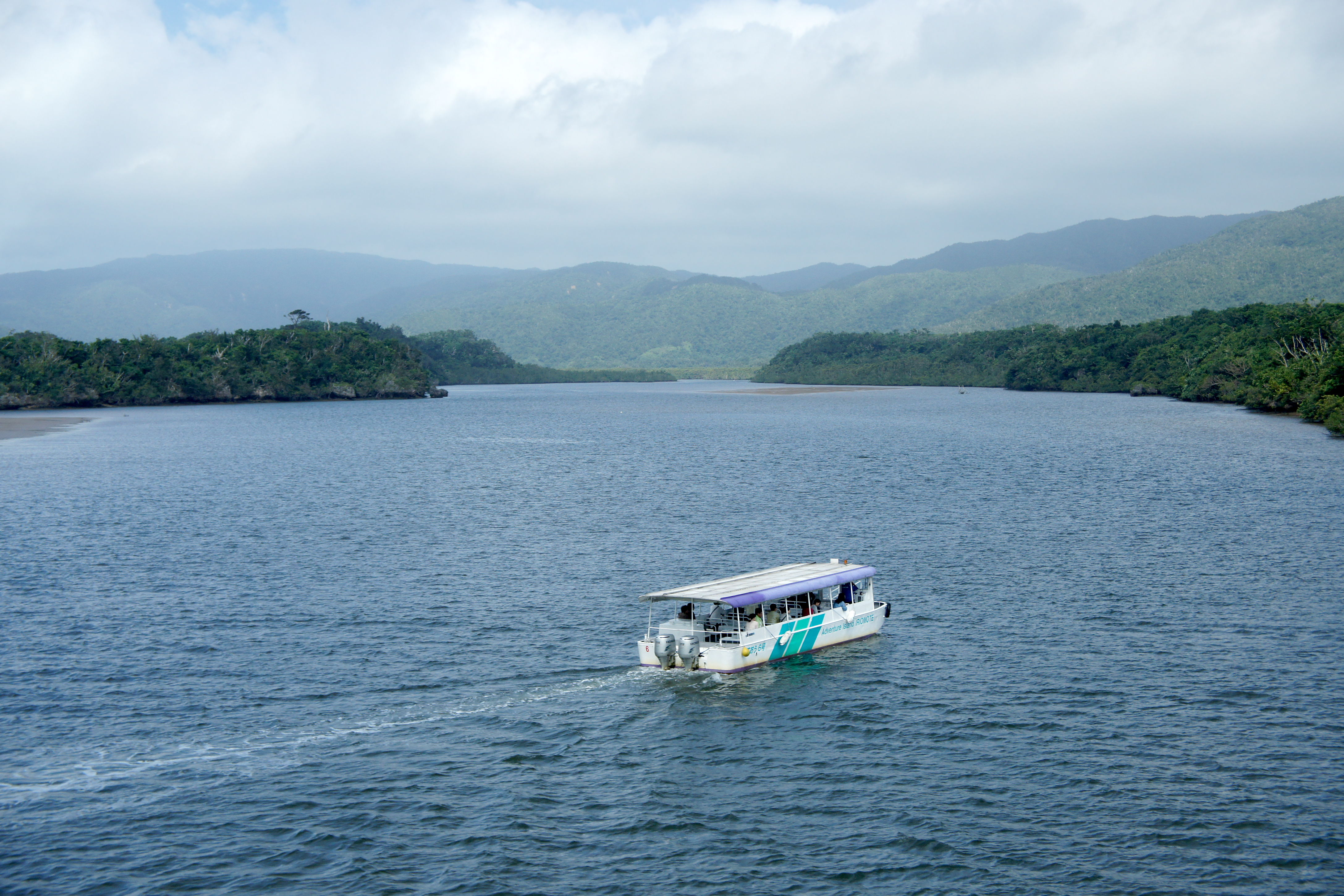
河口付近

中流左岸の斜面にはヤエヤマヤシが群生し、「ウブンドルのヤエヤマヤシ群落」として国の天然記念物に指定されている。
下流にはオヒルギ、メヒルギ、ヤエヤマヒルギなどからなる日本最大の面積を有するマングローブ林があり、これも「仲間川天然保護区域」として国の天然記念物となっている。

## 歴史
河口北岸には、無土器期の仲間第一貝塚及び下田原期の仲間第二貝塚の2つの貝塚があり、ともに沖縄県の史跡に指定されている。
河口にはかつて、1711年（康熙50年）に竹富島や新城島からの移民によって左岸に成立した仲間村や、右岸の南風見村があったが、マラリア流行のためともに明治時代に廃村となった。
流域の山は新城島や波照間島の島民の材木伐採地となっていて、1850年（道光30年）頃、船材を伐り出して船の修理を行なっていたという。
また、流域には新城島からの通い耕作による水田が分布しており、河口右岸にあった水田はウパルダ（大原田）と呼ばれていた。

## 利用
河川では遊覧船やカヌー等によるエコツアーが行われている。ツアーを行う業者らは「自然環境の保全」と「持続可能な利用」を目的として、航行速度の規制、エンジン付き船舶の隻数制限、野生動物の採集禁止等を定めた仲間川地区保全利用協定を締結しており、2004年6月に沖縄県の認定を受けている。

## 橋梁
- 仲間橋 - （沖縄県道215号白浜南風見線）